# 高柳哲司
高柳 哲司（たかやなぎ てつし）は、日本の男性アニメーション演出家。シンエイ動画出身。日本アニメーター・演出協会 (JAniCA) 会員。

## 参加作品

### テレビアニメ
1985年
- オバケのQ太郎（1985年 - 1987年、絵コンテ・演出）

1987年
- タッチ（演出）
- エスパー魔美（1987年 - 1989年、絵コンテ・演出）

1989年
- チンプイ（1989年 - 1991年、絵コンテ・演出）
- 笑ゥせぇるすまん（1989年 - 1992年、絵コンテ・演出）

1990年
- 八百八町表裏化粧師（1990年 - 1991年、絵コンテ）
- 美味しんぼ（1990年 - 1992年、絵コンテ・演出）

1991年
- おぼっちゃまくん（1991年 - 1992年、絵コンテ）
- 21エモン（1991年 - 1992年、絵コンテ・演出）

1992年
- ドラえもん (1979年のテレビアニメ)（1992年 - 1993年、絵コンテ・演出）
- クレヨンしんちゃん（1992年 - 1993年、1997年、2013年、絵コンテ・演出）

1994年
- ジャングルの王者ターちゃん♡（絵コンテ・演出）

1995年
- 飛べ!イサミ（1995年 - 1996年、絵コンテ・演出）

1996年
- YAT安心!宇宙旅行（絵コンテ）
- あずきちゃん（絵コンテ）
- セイバーマリオネットJ（絵コンテ）
- こちら葛飾区亀有公園前派出所（1996年 - 2004年、絵コンテ・演出）

2001年
- Dr.リンにきいてみて!（絵コンテ）

2002年
- ホイッスル!（絵コンテ）
- わがまま☆フェアリー ミルモでポン!（2002年 - 2003年、絵コンテ）

2004年
- ふたつのスピカ（絵コンテ）
- マシュマロ通信（2004年 - 2005年、絵コンテ）
- スクールランブル（2004年 - 2005年、絵コンテ・演出）

2005年
- おねがいマイメロディ（2005年 - 2006年、絵コンテ）
- ブラック・ジャック（絵コンテ）

2006年
- 家庭教師ヒットマンREBORN!（2006年 - 2010年、絵コンテ）
- 妖怪人間ベム（絵コンテ）
- おねがいマイメロディ 〜くるくるシャッフル!〜（2006年 - 2007年、絵コンテ）

2007年
- 銀魂（2007年 - 2010年、絵コンテ）
- おねがいマイメロディ すっきり♪（2007年 - 2008年、絵コンテ）
- ケンコー全裸系水泳部 ウミショー（絵コンテ）

2008年
- おねがい♪マイメロディ きららっ★（絵コンテ）
- ポルフィの長い旅（絵コンテ）
- 伯爵と妖精（絵コンテ）
- 全力ウサギ（絵コンテ）

2009年
- TYTANIA -タイタニア-（絵コンテ）
- ジュエルペット（絵コンテ）

2010年
- ご姉弟物語（絵コンテ）
- クッキンアイドル アイ!マイ!まいん!（絵コンテ）
- ひめチェン!おとぎちっくアイドル リルぷりっ（絵コンテ）

2011年
- ドラえもん (2005年のテレビアニメ)（絵コンテ）

2012年
- ファイ・ブレイン 神のパズル（絵コンテ）
- ジュエルペット きら☆デコッ!（絵コンテ）
- もやしもん リターンズ（絵コンテ）
- アイカツ!（絵コンテ）
- サザエさん（絵コンテ・演出）
- ONE PIECE エピソードオブルフィ 〜ハンドアイランドの冒険〜（絵コンテ）

2013年
- ジュエルペット ハッピネス（絵コンテ）
- LINE TOWN（絵コンテ）

2014年
- 怪盗ジョーカー（2014年 - 2016年、絵コンテ）

2015年
- おそ松さん（2015年 - 2025年、絵コンテ）
- 新あたしンち（絵コンテ）

2016年
- クラシカロイド（絵コンテ）

2017年
- 笑ゥせぇるすまんNEW（絵コンテ）
- 境界のRINNE（絵コンテ）

2018年
- ポチっと発明 ピカちんキット（絵コンテ）
- それいけ!アンパンマン（絵コンテ）

2019年
- わしも WASIMO（絵コンテ・演出）

2022年
- もっと!まじめにふまじめ かいけつゾロリ（絵コンテ）

2023年
- ニンジャラ（絵コンテ）
- 彼女、お借りします（絵コンテ）

2024年
- うる星やつら（2022年版）（絵コンテ）

### 劇場アニメ
1990年
- チンプイ エリさま活動大写真（演出助手）

1991年
- ドラミちゃん アララ♥少年山賊団!（演出助手）

1993年
- ドラミちゃん ハロー恐竜キッズ!!（演出助手）

1996年
- トイレの花子さん（演出）